# Gottlieb Christian von Ramdohr

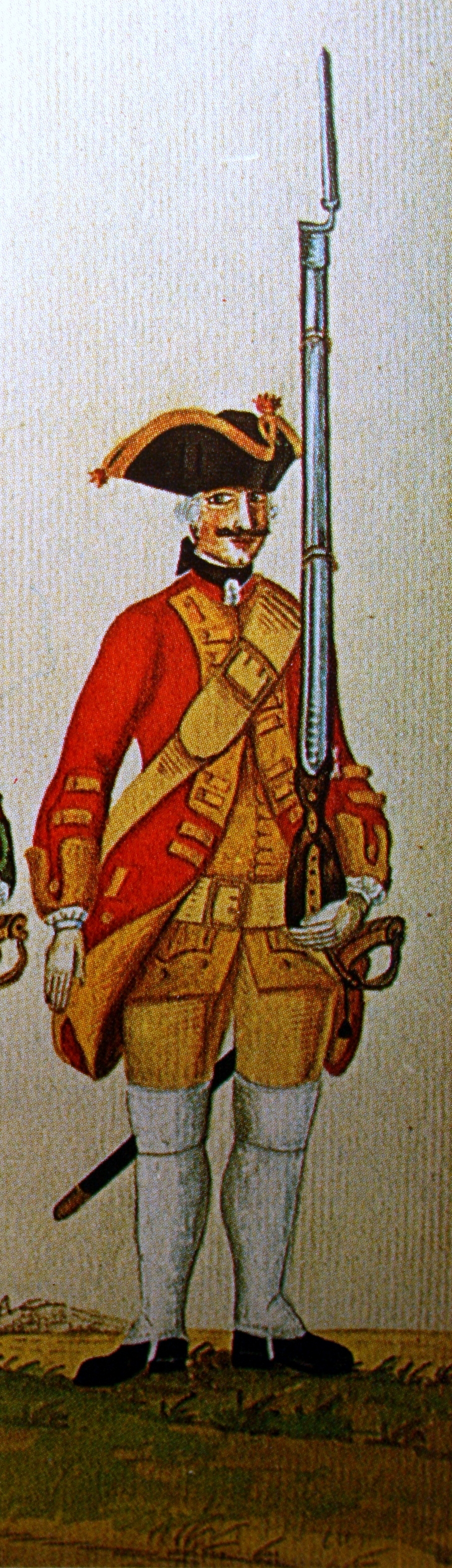
Regiment Cheuses, ab 1757 Dreves

Gottlieb Christian von Ramdohr (* 13. Oktober 1700 in Celle; † im Jahre 1773) war ein kurhannoverscher Oberst und im Jahr 1758 für kurze Zeit Kommandant der Stadt Roermond.

## Familie
Gottlieb Christian wurde als fünftes von sieben Kindern des geheimen Kammerrats Albrecht Andreas von Ramdohr (* 3. Oktober 1649, Braunschweig; † 6. März 1730, Stade) und dessen zweiter Frau Sarah Bacmeister (* 15. März 1670, Celle; † 16. März 1744, Stade, beigesetzt in der Ramdohrschen Erbgrabstätte in Dörverden), einer Tochter des lettischen Hofrats Georg Michael Bacmeister (1625–1678) und der Dorothea Engelbrecht, geboren. Er war ein Enkel des aus Aschersleben stammenden Andreas Ramdohr, ein Neffe von Johann Christian Bacmeister sowie ein Großonkel des Kunstkritikers Basilius von Ramdohr.

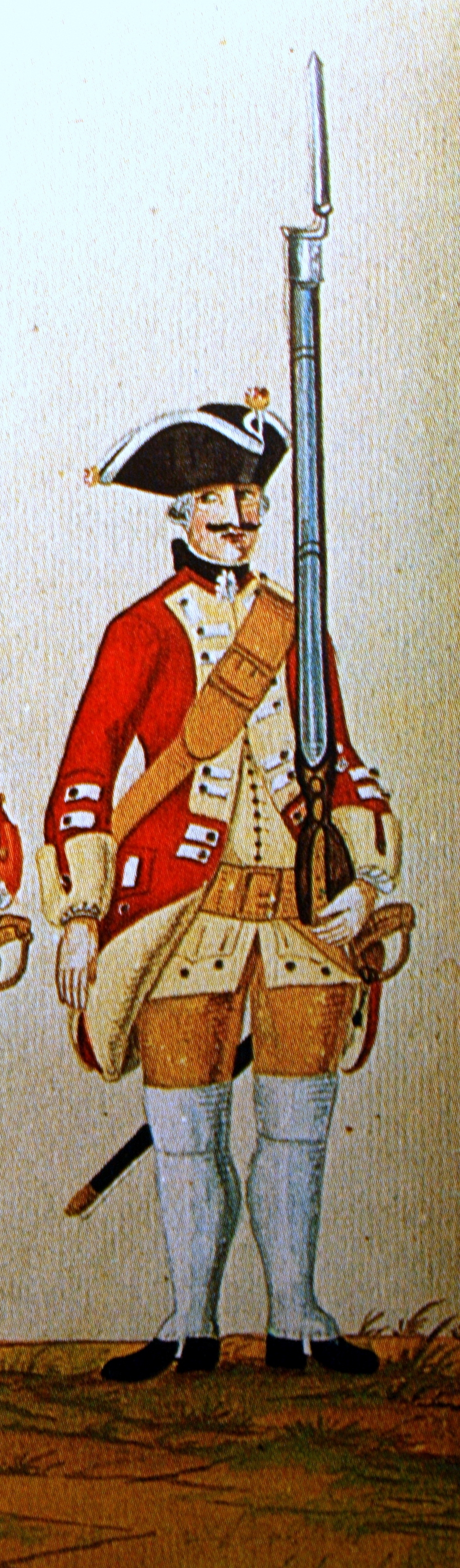
Regiment Krough, ab 1752 Fabrice

## Leben
Augenscheinlich seit der frühen Jugend begann die militärische Laufbahn des Gottlieb Christian, anfangs um 1717 bei einem Truppenteil der kurhannoverschen Garnisonsregimenter in Stade. Um 1722 war er Fähnrich im Infanterieregiment unter Detlev von Ranzow zu Stade, wie aus zeitgenössischen Verhören zur Affäre um den Oberdeichinsektor Jacob Ovens hervorgeht.
Im Jahr 1747 findet sich Ramdohr, laut Sicharts Geschichte der Königlich-Hannoverschen Armee, als Hauptmann im Regiment Cheuses. Laut Sichart sowie weiteren historischen Quellen wurde Ramdohr am 2. Juli 1747 in der Schlacht bei Lauffeldt verwundet und findet sich noch im gleichen Jahr als Brigademajor des Stabs auf einer Einquartierungsliste in Sittard-Geleen wieder.
Im Juli 1750 wechselte er als Major zum Regiment des Obersten Christian Ludwig von Krough, wo er im Krieg unter Oberst Georg Philipp von Fabrice am 25. Mai 1757 zum titularen Oberstleutnant befördert wurde. Am 18. Juli 1757 trat Ramdohr eine vakante Stelle als wirklicher Oberstleutnant bei Dreves an, dem Regiment, in dem er schon zuvor gedient hatte. Darin nahm er folglich 1758 an der Schlacht bei Krefeld teil, die für die Alliierten erfolgreich, für das Regiment Dreves selbst jedoch verlustreich verlief. Im Zuge des Vorrückens der Truppen nach der Schlacht ließ der Erbprinz die noch von den Franzosen besetzte Stadt Roermond in Gelderland einnehmen. Am Angriff auf die unter dem Kommando des Gouverneurs Boccard und eines österreichischen Oberst Müller stehenden Verteidiger (1 Bataillon Infanterieregiment de La Marche, 2 Bataillone Miliz, die Volontaires de Hainaut und einige österreichische Bataillone) am 27. Juni 1758 waren auf alliierter Seite neben zwei Schwadronen preußischer Malachowski-Husaren und einigen hessischen Einheiten jeweils 1 Bataillon der kurhannoverschen Infanterieregimenter Post und Dreves beteiligt. Beim Kampf um die Vorwerke der Stadtbefestigungen machte das Regiment Dreves dabei zahlreiche Gefangene. Nach zweistündigem Beschuss ließ Boccard Schamade trommeln, und der Garnison wurde unter militärischen Ehren der Rückzug nach Lüttich gewährt. Zur Sicherung der Stadt samt den erbeuteten reichen Magazinen ließ der Erbprinz eine schwache Besatzung unter dem Kommando des verdienten Offiziers Oberstleutnant Gottlieb Christian von Ramdohr zurück, die aber in der Nacht des 18. Juli gegen 3 Uhr morgens wieder abgezogen wurde und mit dem Rest der Armee in Richtung Dülken in Marsch gesetzt wurde. Die Stadt Roermond fiel erneut in französische Hände, wurde aber von 24. Juli bis 3. August wiederum durch den hannoverschen Oberst Heinrich Wilhelm von Linstow besetzt.
Gottlieb Christian von Ramdohr ging ab 17. Dezember 1759 mit dem Charakter eines Obersten in Pension. 1769 lässt er sich als Oberst a. D. in Celle nachweisen. Er starb im Jahre 1773 vermutlich ebendort, über etwaige Nachkommen liegen keine Informationen vor.